# چنگیز وثوقی
چنگیز وثوقی (زادهٔ ۱۰ اسفند ۱۳۲۶) هنرپیشهٔ ایرانی و برادر بهروز وثوقی است.
چنگیز وثوقی، پیشهٔ بازیگری در سینما را درسال ۱۳۵۱ با بازی نقش کوتاهی در بلوچ، ساختهٔ مسعود کیمیایی آغاز کرد.

## گزیدهٔ آثار

### سینما
- جانان (۱۳۹۷)
- عشقولانس (۱۳۹۵)
- افسون گل سرخ (۱۳۹۲)
- تپلی (۱۳۸۹)
- فیلادلفی (۱۳۸۹)
- محافظ (۱۳۸۶)
- ابراهیم خلیل‌الله (۱۳۸۴)
- دختری در قفس (۱۳۸۱)
- عروس خوش‌قدم (۱۳۸۱)
- آی پارا (۱۳۷۷)
- خط‌ها و سایه‌ها (۱۳۷۷)
- شاهرگ (۱۳۷۶)
- شب بخیر غریبه (۱۳۷۵)
- حرفه‌ای (۱۳۷۵)
- حادثه در کندوان (۱۳۷۴)
- دام (۱۳۷۴)
- روز دیدنی (۱۳۷۳)
- هدف (۱۳۷۳)
- بدل (۱۳۷۲)
- آواز تهران (۱۳۷۰)
- شانس زندگی (۱۳۷۰)
- گل‌ها و گلوله‌ها (۱۳۷۰)
- تیغ آفتاب (۱۳۶۹)
- جدال بزرگ (۱۳۶۹)
- عشق و مرگ (۱۳۶۹)
- شب‌شکن (۱۳۶۳)
- یک روز گرم (۱۳۶۳)
- تا آخرین نفس (۱۳۵۷)
- سه نفر روی خط (۱۳۵۵)
- چشمان بسته (۱۳۵۴)
- نازنین (۱۳۵۴)
- خوشگلا عوضی گرفتین (۱۳۵۳)
- بلوچ (۱۳۵۱)

## تلویزیون
* سلمان فارسی (در حال ساخت)
- ارثیه پدری (۱۳۹۹–۱۴۰۱)
- رشید حرفه‌ای (۱۳۹۳) (مجید کاشی‌فروشان)
- تبریز در مه (۱۳۸۹) (محمدرضا ورزی)
- سال‌های مشروطه (۱۳۸۸) (محمدرضا ورزی)
- عمارت فرنگی (۱۳۸۸) (محمدرضا ورزی)
- شیخ بهایی (۱۳۸۷) (شهرام اسدی)
- کیمیاگر (۱۳۸۷) (محمدرضا ورزی)
- چهل سرباز (۱۳۸۶) (محمد نوری‌زاد)
- ستاره سهیل (۱۳۸۶) (امیر قویدل)
- سایه آفتاب (۱۳۸۳) (محمدرضا آهنج)
- نفس سنگ (۱۳۸۰) (احمد بخشی)
- امام علی (۱۳۷۵) (داوود میرباقری)
- تازیانه بر باد (۱۳۷۴) (اکبر صادقی)
- گزارش، نقطه صفر (۱۳۷۱) (محسن شاه محمدی)
- بوعلی سینا (۱۳۶۴) (کیهان رهگذار) نسخه سینمایی آن موجود است
- سربداران (۱۳۶۲) (محمدعلی نجفی)[۳]